# 미마키촌 (에히메현)
미마키촌(御槙村)은 에히메현 기타우와군에 설치되었던 촌이다. 현재의 우와지마시 남부에 해당한다.